# Bettina Fulco
Bettina Fulco (Mar del Plata, Argentina, 23 de octubre de 1968) es una extenista argentina. Comenzó a practicar tenis gracias a la influencia de Guillermo Vilas en el país sudamericano. Entre las tenistas que ha vencido, se encuentran tenistas de tamaño prestigio como Martina Navratilova, Lori McNeil, Claudia Kohde-Kilsch, Manuela Maleeva, Conchita Martínez e incluso la número 1 del mundo Arantxa Sánchez Vicario.

## Biografía
Hasta los 10 años Bettina se dedicó a la natación. En ese momento una afección en los oídos la obligó a cambiar de deporte y empezó a jugar al tenis en el club Universitario. Después de casada adoptó el apellido de su esposo Pablo Vilella.

## Carrera

### Individuales

#### Finalista
| Año                   | Torneo                             | Superficie        | Rival        | Resultado |
| 19 de octubre de 1986 | Torneo de Tokio, Tokio             | Cemento           | Helen Kelesi | 2-6, 2-6  |
| 1.º de mayo de 1988   | Torneo WTA de Barcelona, Barcelona | Polvo de ladrillo | Neige Dias   | 3-6, 3-6  |

### Títulos en dobles
| Año                     | Torneo                       | Superficie        | Compañera            | Adversarias en la final           | Resultado |
| 13 de noviembre de 1988 | Brasil Open, Guarujá         | Cemento           | Mercedes Paz         | Carin Bakkum Simone Schilder      | 6-3, 6-4  |
| 2 de diciembre de 1990  | Brasil Open, São Paulo       | Polvo de ladrillo | Eva Švíglerová       | Mary Pierce Luanne Spadea         | 7-5, 6-4  |
| 21 luglio 1991          | WTA Austrian Open, Kitzbühel | Polvo de ladrillo | Nicole Muns-Jagerman | Sandra Cecchini Patricia Tarabini | 7–5, 6–4  |

### Entrenadora
Entre los años 2001 y 2004 trabajó como entrenadora del equipo internacional de ITF, donde entrenó a las mejores jugadoras de categoría júnior. Allí tuvo entre sus alumnas a la bielorrusa Victoria Azarenka que fue campeona mundial júnior en el 2005, la ucraniana Kateryna Bondarenko, ganadora del título júnior en Wimbledon 2004, la indonesia Angelique Widjaja que ganó Wimbledon 2001 y Roland Garros 2002, y la finlandesa Emma Laine.
Durante tres temporadas, fue capitana del Equipo de Fed Cup de Argentina, puesto que dejó el 24 de julio de 2013.